# Panegyrtes clarkei
Panegyrtes clarkei là một loài bọ cánh cứng trong họ Cerambycidae.